# هادرسلف
هادرسلف (به لاتین: Haderslev) یک منطقهٔ مسکونی در دانمارک است که در استان سوددانمارک واقع شده‌است. هادرسلف ۱۲٫۱ کیلومتر مربع مساحت و ۲۲٬۱۰۱ نفر جمعیت دارد و ۱۰ متر بالاتر از سطح دریا واقع شده‌است.

## خواهرخوانده
شهرهای ویتنبرگ، وربرگ مونیکیپلیتی، برن، ان و دوگوپیلس خواهرخوانده‌های هادرسلف هستند.